# باريس، تكساس (فلم)
باريس، تكساس (بالإنجليزية: Paris, Texas) هو فيلم دراما أُصدر في 19 مايو 1984. الفيلم من إنتاج فيلمفور برودكشنز ‏، وArgos Films ‏، وتولّت تونتيث سينتشوري فوكس توزيعه، وهو من إخراج فيم فيندرز، أما السيناريو فكان من كتابة سام شيبارد، وإل إم كيت كارسون.

## القصة
يبدو أن ترافيس هندرسون (هاري دين ستانتون)، الرجل الأشعث الذي يتجول خارج الصحراء، ليس لديه أي فكرة عن هويته. عندما يتمكن شخص غريب من الاتصال بأخيه والت (دين ستوكويل)، يجتمع ترافيس بشكل محرج مع أخيه. كان ترافيس مفقودًا منذ سنوات، ويثير وجوده قلق والت وعائلته، والتي تضم أيضًا ابن ترافيس، هانتر (هانتر كارسون). قريبًا يجب على ترافيس مواجهة زوجته جين (ناستاسجا كينسكي) ومحاولة إعادة حياته معًا.
تقع أحداث الفيلم في تكساس.

## طاقم التمثيل
- هاري دين ستانتون
- جون لوري
- صياد كارسون
- فيفا
- بيرنهارد ويكي
- دين ستوكويل
- اورور كليمون
- ناستازيا كينسكي
- سام شيبارد

## تطوير
كان المخرج الألماني الغربي فيم فيندرز قد سافر إلى الولايات المتحدة وصرح بأنه يرغب في «سرد قصة عن أمريكا». تمت تسمية الفيلم على اسم مدينة باريس في تكساس، ولكن لم يتم عرضه هناك في أي مشهد. بدلاً من ذلك، يشار إلى باريس على أنها موقع قطعة أرض شاغرة يملكها ترافيس والتي تظهر في الصورة، ويتم استخدامها كاستعارة. كان فيندرز قد التقط صوراً مثل ذلك أثناء استكشافه للموقع في غرب الولايات المتحدة في وقت سابق من حياته المهنية، حيث كان يصور مواقع مثل لاس فيغاس وكوربوس كريستي، تكساس.
التقى كاتب السيناريو سام شيبرد بفندرز لمناقشة الكتابة و / أو التمثيل لمشروع هاميت. قال شيبرد إنه لم يكن مهتمًا بكتابة هاميت، لكنهم فكروا بشكل فضفاض في التكيف مع سجلات موتيل شيبرد، وطوروا قصة إخوة، أحدهم فقد ذاكرته. نما نصهم إلى 160 صفحة، حيث تقلصت أهمية علاقة الأخ والأخ، وتم النظر في العديد من النهايات. جاء القليل من التمويل للمشروع من ألمانيا
يشترك الفيلم في سمات مشابهة لفيلم ويندرز الذي أخرجه عام 1974 أليس في المدن (أليس إن دن ستاتن).

## التصوير
قال فيندرز إن الفيلم، الذي تم تصويره في غضون أربعة إلى خمسة أسابيع فقط، مع مجموعة صغيرة تعمل في الأسابيع الماضية، كان قصيرا وسريعا للغاية. كان هناك انقطاع في التصوير تم خلاله الانتهاء من السيناريو. عملت المخرجة أليسون أندرس كمساعدة إنتاج في الفيلم، بينما عملت كلير دينيس كمساعد مخرج. تم تصوير الفيلم بشكل كبير في فورت ستوكتون وماراثون في منطقة ترانس بيكوس في غرب تكساس. كان الفيلم هو المرة الأولى التي تجنب فيها ويندرز القصة المصورة تمامًا، حيث انتقل مباشرة إلى البروفات في الموقع قبل التصوير.
كان التصوير قد بدأ بالفعل في عام 1983 عندما كان السيناريو لا يزال غير مكتمل، بهدف التصوير بترتيب القصة. خطط شيبرد لبناء بقية القصة على ملاحظات الممثلين وفهمهم للشخصيات. ومع ذلك، عندما انتقل شيبرد إلى وظيفة أخرى، أرسل ملاحظات فيندرس حول كيفية إنهاء السيناريو بدلاً من ذلك. عزا شيبرد الفضل إلى ويندرز وإل إم كيت كارسون بفكرة عرض زقزقة وأعمال القصة النهائية. اختار صانعو الفيلم عدم تصوير عرض زقزقة واقعي، لأنهم بحاجة إلى تنسيق يسمح بمزيد من التواصل بين الشخصيات. لم يستطع كينسكي رؤية أي شخص، فقط مرآة، في مشاهد عرض الزقزقة، وقال إن هذا خلق شعورًا حقيقيًا بالعزلة.
ظهرت التحديات عندما نفد الفيلم من الموارد المالية، لكن فيندرز شجع عندما أكملوا المشهد مع كينسكي، مشيرًا إلى «لقد اتضح لي أننا سنلمس الناس بشكل كبير. كنت خائفًا قليلاً من الفكرة»

## التفسير
كتب روبرت فيليب كولكر وبيتر بيكين الفيلم الذي يقدم الولايات المتحدة على أنها «أرض خيالية، مكان للصور المدهشة، مشهد من الصحراء والمدينة». بصرف النظر عن المناظر الطبيعية، هناك إشارات إلى الثقافة والسينما الأمريكية، وأوجه تشابه لفيلم جون فورد عام 1956 الباحثون قال الأكاديمي روجر كوك إن هناك علاقة بين شخصية ترافيس ومحيطه الذي يمكن ملاحظته أثناء الرحلة إلى كاليفورنيا. تنتقل الشخصية تدريجيًا من «المقفر» إلى الحضارة، ويحاول ترافيس باستمرار الانفصال عن هذا الانتقال الصعب. من المحتمل أيضًا أن تعكس سياراته التي اختارها توصيفه، حيث أن سيارته المستأجرة المفضلة بها نتوء، ويتحول إلى سيارة فورد رانشيرو عام 1958 المستخدمة بوضوح من أجل عودته إلى تكساس.
ناقش توماس إلسايسر كيف تتلاءم باريس، تكساس مع تصوير فيندرز للنساء، قائلاً إن العديد من الرحلات في فيلمه السينمائي تهدف إلى العثور على امرأة معينة. في حالة باريس، تكساس، كان هذا بهدف «الهروب منها» الآن للعثور عليها كما كانت «آنذاك». علق كولكر وبيكين على قلة اللمس، أو حتى «الإشباع العاطفي» بين ترافيس وجين في النهاية، بصرف النظر عن اندماج وجوههم في الزجاج ومناقشاتهم حول عواطفهم.
درس مارك سيلبرمان كيف أن الهوية الشخصية هي أيضًا موضوع في الفيلم، حيث أن اسم «باريس» مخادع، يستحضر صورًا لفرنسا ولكنه يشير إلى تكساس. يتضح هذا في ما يشير إليه ترافيس على أنه «نكتة أبي» حول كون والدة ترافيس من باريس، واعتقاده بأنه تم تصوره هناك يجعله يعتقد أن الذهاب إلى هناك سيحقق تحقيق الذات. اعتقد السايسر أن النهاية تعني أن ترافيس يرسل هانتر بدلاً منه للم شمل جين. وجدت Elsaesser أن هذا مثال على نظام معقد ترى فيه الشخصيات المختلفة بعضها البعض من خلال الخيال، ويعيدون تشكيل بعضهم البعض كما يحلو لهم. كان والد ترافيس يرى والدته على أنها باريسية، وأصبح هذا «مرضًا».
ورأى كوك أن العودة إلى ملاذ الطريق هو رد ترافيس على تعرضه لأسوأ تجربة أمريكية حديثة، حيث سلم ابنه إلى والدة الصبي. اقترح ستان جونز أن القصة تتضمن نظرية أوروبية حول الإدراك، حيث تطور ترافيس كشخصية من الشخص الذي يدرك، إلى قوة دافعة، والعودة إلى الإدراك، ثم الانسحاب. نقلت جونز عن الناقد الفرنسي جان لويس كومولي قوله: «أبدًا سلبيًا، المتفرج يعمل». يمكن أن توحي النهاية أيضًا بالأمل في بداية جديدة لجين وهنتر. قال فيندرز نفسه إنه يمثل بداية للفصل التالي في فيلمه الخاص، موضحًا خروج ترافيس: «كان لهذا المشهد تأثير محرّر بالنسبة لي... لقد اتخذوا جميعًا مسكنًا في دار للمسنين في ضواحي باريس، تكساس».
تنتمي باريس، تكساس إلى نوع أفلام الطريق، لكن الناقد الحارس جاي لودج اقترح أنه يمكن اعتباره أيضًا فيلمًا غربيًا. أشار ستان جونز إلى أن مارك لوبريخت قد صنف باريس، تكساس كمأساة واكتشف موضوعات أوديب في تصويره للعائلة.

## الاستقبال

### الجوائز والترشيحات
الجوائز
- السعفة الذهبية (1984).

الترشيحات

## وصلات خارجية
- باريس، تكساس على موقع IMDb (الإنجليزية)
- باريس، تكساس على موقع ميتاكريتيك (الإنجليزية)
- باريس، تكساس على موقع الموسوعة البريطانية (الإنجليزية)
- باريس، تكساس على موقع روتن توميتوز (الإنجليزية)
- باريس، تكساس على موقع ألو سيني (الفرنسية)
- باريس، تكساس على موقع Turner Classic Movies (الإنجليزية)
- باريس، تكساس على موقع أول موفي (الإنجليزية)
- باريس، تكساس على موقع بوكس أوفيس موجو (الإنجليزية)
- باريس، تكساس على موقع فيلمافينيتي (الإسبانية)
- باريس، تكساس على موقع قاعدة بيانات الأفلام السويدية (السويدية)